# Дискография Фиби Бриджерс
Дискография Фиби Бриджерс включает два сольных альбома, девять мини-альбомов и двадцать синглов, выпущенных Бриджерс как ведущим артистом. Кроме этого, она выпускала записи в составе групп Sloppy Jane и Boygenius и альбом Better Oblivion Community Center под именем одноимённой группы.

## Студийные альбомы
| Название                                                                          | Дата, лейбл и формат                                                                                     | Наивысшие места в чартах | Наивысшие места в чартах | Наивысшие места в чартах | Наивысшие места в чартах | Наивысшие места в чартах | Наивысшие места в чартах | Наивысшие места в чартах | Наивысшие места в чартах | Наивысшие места в чартах | Наивысшие места в чартах | Сертификации                 |
| Название                                                                          | Дата, лейбл и формат                                                                                     | US                       | AUS                      | BEL (FL)                 | CAN                      | GER                      | IRE                      | NLD                      | NZ                       | SCO                      | UK                       | Сертификации                 |
| --------------------------------------------------------------------------------- | --- | ------------------------ | ------------------------ | ------------------------ | ------------------------ | ------------------------ | ------------------------ | ------------------------ | ------------------------ | ------------------------ | ------------------------ | ---------------------------- |
| Stranger in the Alps                                                              | - Дата выпуска: 22 сентября 2017 года - Лейбл: Dead Oceans - Формат: LP, CD, кассета, загрузка, стриминг | 82                       | —                        | —                        | —                        | —                        | —                        | —                        | —                        | 97                       | —                        | - BPI: Серебро               |
| Punisher                                                                          | - Дата выпуска: 17 июня 2020 года - Label: Dead Oceans - Format: LP, CD, кассета, загрузка, стриминг     | 43                       | 12                       | 20                       | 96                       | 39                       | 18                       | 43                       | 10                       | 3                        | 6                        | - RIAA: Золото - BPI: Золото |
| Знак «—» обозначает, что альбом не попал в чарт или не был издан в данной стране. | |                          |                          |                          |                          |                          |                          |                          |                          |                          |                          |                              |

## Мини-альбомы (EP)
| Название                               | Дата, лейбл и формат                                                                                  | Наивысшие места в чартах | Наивысшие места в чартах | Наивысшие места в чартах | Наивысшие места в чартах |
| Название                               | Дата, лейбл и формат                                                                                  | US                       | US Alt                   | US Indie                 | US Rock                  |
| -------------------------------------- | --- | ------------------------ | ------------------------ | ------------------------ | ------------------------ |
| Killer                                 | - Дата выпуска: 31 марта 2014 года - Лейбл: PAX AM - Формат: цифровая загрузка                        | —                        | —                        | —                        | —                        |
| 2016 Tour CD                           | - Дата выпуска: 2016 - Лейбл: выпущен самостоятельно - Формат: CD                                     | —                        | —                        | —                        | —                        |
| Spotify Singles                        | - Дата выпуска: 5 декабря 2018 года - Лейбл: Dead Oceans - Формат: стриминг                           | —                        | —                        | —                        | —                        |
| Inner Demos                            | - Дата выпуска: 5 июня 2020 - Лейбл: выпущен самостоятельно - Формат: цифровая загрузка               | —                        | —                        | —                        | —                        |
| Copycat Killer (при участии Роба Муза) | - Дата выпуска: 20 ноября 2020 года - Лейбл: Dead Oceans - Формат: винил, цифровая загрузка, стриминг | 78                       | 9                        | 7                        | 12                       |
| If We Make It Through December         | - Дата выпуска: 23 ноября 2020 - Лейбл: Dead Oceans - Формат: цифровая загрузка, стриминг             | —                        | —                        | —                        | —                        |
| Spotify Singles                        | - Дата выпуска: 8 марта 2021 года - Label: Dead Oceans - Формат: стриминг                             | —                        | —                        | —                        | —                        |
| Day After Tomorrow                     | - Дата выпуска: 30 ноября 2021 года - Лейбл: Dead Oceans - Формат: цифровая загрузка, стриминг        | —                        | —                        | —                        | —                        |
| So Much Wine                           | - Дата выпуска: 17 ноября 2022 - Лейбл: Dead Oceans - Формат: цифровая загрузка, стриминг             | —                        | —                        | —                        | —                        |

## Синглы
| Название                                                                  | Год  | Наивысшие места в чартах | Наивысшие места в чартах | Наивысшие места в чартах | Наивысшие места в чартах | Наивысшие места в чартах | Наивысшие места в чартах | Наивысшие места в чартах | Наивысшие места в чартах | Наивысшие места в чартах | Наивысшие места в чартах | Сертификации                 | Альбом                         |
| Название                                                                  | Год  | US                       | US AAA                   | US Rock                  | AUS Dig.                 | BEL (FL)                 | CAN Dig.                 | EU Dig.                  | NZ Hot                   | SCO                      | UK Down.                 | Сертификации                 | Альбом                         |
| ------------------------------------------------------------------------- | ---- | ------------------------ | ------------------------ | ------------------------ | ------------------------ | ------------------------ | ------------------------ | ------------------------ | ------------------------ | ------------------------ | ------------------------ | ---------------------------- | ------------------------------ |
| «Killer»                                                                  | 2015 | —                        | —                        | —                        | —                        | —                        | —                        | —                        | —                        | —                        | —                        |                              | Stranger in the Alps           |
| «Smoke Signals»                                                           | 2017 | —                        | —                        | —                        | —                        | —                        | —                        | —                        | —                        | —                        | —                        |                              | Stranger in the Alps           |
| «Motion Sickness»                                                         | 2017 | —                        | 26                       | —                        | —                        | —                        | —                        | —                        | —                        | —                        | —                        | - RIAA: Золото - BPI: Золото | Stranger in the Alps           |
| «Funeral»                                                                 | 2017 | —                        | —                        | —                        | —                        | —                        | —                        | —                        | —                        | —                        | —                        |                              | Stranger in the Alps           |
| «Have Yourself a Merry Little Christmas»                                  | 2017 | —                        | —                        | —                        | —                        | —                        | —                        | —                        | —                        | —                        | —                        |                              | If We Make It Through December |
| «Killer + The Sound» (с Ноа и Эбби Гундерсенами)                          | 2018 | —                        | —                        | —                        | —                        | —                        | —                        | —                        | —                        | —                        | —                        |                              | Неальбомные синглы             |
| «The Gold» (с Manchester Orchestra)                                       | 2018 | —                        | —                        | —                        | —                        | —                        | —                        | —                        | —                        | —                        | —                        |                              | Неальбомные синглы             |
| «Christmas Song»                                                          | 2018 | —                        | —                        | —                        | —                        | —                        | —                        | —                        | —                        | —                        | —                        |                              | If We Make It Through December |
| «7 O'Clock News/Silent Night» (при участии Фионы Эппл и Мэтта Бернингера) | 2019 | —                        | —                        | —                        | —                        | —                        | —                        | —                        | —                        | —                        | —                        |                              | If We Make It Through December |
| «Garden Song»                                                             | 2020 | —                        | —                        | 42                       | —                        | —                        | —                        | —                        | —                        | —                        | —                        |                              | Punisher                       |
| "Kyoto"                                                                   | 2020 | —                        | 15                       | 32                       | —                        | —                        | —                        | —                        | —                        | 7                        | 96                       | - BPI: Серебро               | Punisher                       |
| «I See You»                                                               | 2020 | —                        | —                        | —                        | —                        | —                        | —                        | —                        | —                        | —                        | —                        |                              | Punisher                       |
| «I Know the End»                                                          | 2020 | —                        | —                        | —                        | —                        | —                        | —                        | —                        | —                        | —                        | —                        |                              | Punisher                       |
| «Savior Complex»                                                          | 2020 | —                        | —                        | —                        | —                        | —                        | —                        | —                        | —                        | —                        | —                        |                              | Punisher                       |
| «If We Make It Through December»                                          | 2020 | —                        | —                        | —                        | —                        | —                        | —                        | —                        | —                        | 9                        | —                        |                              | If We Make It Through December |
| «Nothing Else Matters»                                                    | 2021 | —                        | —                        | —                        | —                        | —                        | —                        | —                        | —                        | —                        | —                        |                              | The Metallica Blacklist        |
| «That Funny Feeling»                                                      | 2021 | —                        | —                        | 21                       | 10                       | —                        | 7                        | 14                       | 14                       | —                        | 23                       |                              | Неальбомный сингл              |
| «Day After Tomorrow»                                                      | 2021 | —                        | —                        | — }}                     | —                        | —                        | —                        | —                        | —                        | —                        | —                        |                              | Day After Tomorrow             |
| «Sidelines»                                                               | 2022 | —                        | 12                       | 35                       | —                        | —                        | —                        | —                        | 22                       | —                        | 99                       |                              | Неальбомный сингл              |
| «So Much Wine»                                                            | 2022 | —                        | —                        | —                        | 48                       | —                        | —                        | —                        | —                        | —                        | —                        |                              | So Much Wine                   |
| «My Misery Will Bury You» (вместе с Sloppy Jane)                          | 2022 | —                        | —                        | —                        | —                        | —                        | —                        | —                        | —                        | —                        | —                        |                              | Неальбомный сингл              |
| «—» означает, что запись не попала в чарт.                                |      |                          |                          |                          |                          |                          |                          |                          |                          |                          |                          |                              |                                |

### Промо-синглы
| «Georgia Lee»                                            | 2019 | —  | — | — | — | — | —  | —  | — | —   | Come On Up to the House: Women Sing Waits |
| «Kyoto» (Copycat Killer Version) (при участии Роба Муза) | 2020 | —  | — | — | — | — | —  | —  | — | —   | Copycat Killer                            |
| «First Day of My Life» (Deezer Home Sessions)            | 2020 | —  | — | — | — | — | —  | —  | — | —   | Неальбомные синглы                        |
| «Iris» (с Мэгги Роджерс)                                 | 2020 | 57 | 5 | 5 | 2 | 5 | 16 | 42 | 3 | 122 | Неальбомные синглы                        |
| «Chinese Satellite» (live at Sound City)                 | 2022 | —  | — | — | — | — | —  | —  | — | —   | Неальбомные синглы                        |
| «—» означает, что запись не попала в чарт.               |      |    |   |   |   |   |    |    |   |     |                                           |

## Видеоклипы
| Название           | Год  | Режиссёр                            |
| ------------------ | ---- | ----------------------------------- |
| «Waiting Room»     | 2013 | Фил Ли, Элайас Тэлбот & Ола Литкова |
| «Chelsea»          | 2014 | Леонардо Лоуренс                    |
| «Smoke Signals»    | 2017 |                                     |
| «Motion Sickness»  | 2017 | Джастин Митчелл                     |
| «Would You Rather» | 2017 | Джексон Бриджерс                    |
| «Scott Street»     | 2018 | Алекс Лилл                          |
| «Killer»           | 2018 | Гас Блэк                            |
| «Garden Song»      | 2020 | Джексон Бриджерс                    |
| «Kyoto»            | 2020 | Нина Лджети                         |
| «I Know the End»   | 2020 | Алисса Торвинен                     |
| «Savior Complex»   | 2020 | Фиби Уоллер-Бридж                   |
| «Sidelines»        | 2022 | Джексон Бриджерс                    |

## Комментарии
1. ↑  Stranger in the Alps не попал в Mega Album Top 100, но достиг 13 места в чарте Vinyl 33[10].
2. ↑  Stranger in the Alps не попал в UK Albums Chart, но достиг 84 места в UK Album Downloads Chart[11].
3. ↑  If We Make It Through December не попал в Billboard 200, но достиг 99 места в чарте Top Current Album Sales[18].
4. ↑  «Garden Song» не попала в чат Ultratop 50 Flanders, но входила в чарт Ultratip[3].
5. ↑  «Kyoto» не попала в чат Ultratop 50 Flanders, но входила в чарт Ultratip[3].
6. ↑  «Savior Complex» не попала в чат Ultratop 50 Flanders, но входила в чарт Ultratip[3].
7. ↑  «If We Make It Through December» не попала в чат Ultratop 50 Flanders, но достигла 31 места в чарте Ultratip[3].
8. ↑  «That Funny Feeling» не попала в чарт 'Billboard' Hot 100, но достигла 4 места в чарте Digital Songs[25].
9. ↑  «Day After Tomorrow» не попала в чарт Hot Rock & Alternative Songs, но достигла 17 места в чарте US Rock Digital Song Sales[27].
10. ↑  «So Much Wine» не попала в чарт Hot Rock & Alternative Songs, но достигла 10 места в чарте US Rock Digital Song Sales[27].
11. ↑  «My Misery Will Bury You» не попала в чарт UK Single Downloads, но достигла 19 места в чарте UK Physical Singles<refSloppy Jane ft. Phoebe Bridgers. The Official Charts Company . Дата обращения: 29 апреля 2024.</ref>.